# Bessemer (Alabama)
Bessemer er en by i den centrale del af staten Alabama i USA. Byen er en forstad til byen Birmingham og ligger i Jefferson County 13 km vest for byen Hoover. Bessemer blev grundlagt i 1887  og har 26.019 (2020) indbyggere.